# 네트워크 성능
네트워크 성능(Network performance)은 고객이 보는 네트워크의 서비스 품질을 측정한 것이다.
각 네트워크는 성격과 설계가 다르기 때문에 네트워크 성능을 측정하는 방법은 다양하다. 성능을 측정하는 대신 모델링하고 시뮬레이션할 수도 있다. 이에 대한 한 가지 예는 상태 전환 다이어그램을 사용하여 대기열 성능을 모델링하거나 네트워크 시뮬레이터를 사용하는 것이다.

## 성능 측정
다음 조치는 종종 중요한 것으로 간주된다.
- 일반적으로 비트/초로 측정되는 대역폭은 정보가 전송될 수 있는 최대 속도이다.
- 처리량(throughput)은 정보가 전송되는 실제 속도이다.
- 지연 시간(latency)은 송신자와 수신자 사이의 지연으로, 이는 주로 신호 이동 시간과 정보가 통과하는 모든 노드에서의 처리 시간에 따라 달라진다.
- 정보 수신자에서의 패킷 지연의 지터(jitter) 변화
- 오류율(error rate)은 전송된 전체 비트의 백분율 또는 분수로 표시되는 손상된 비트 수이다.

## 알고리즘 및 프로토콜
일부 시스템의 경우 대기 시간과 처리량이 결합된 개체이다. TCP/IP에서 대기 시간은 처리량에 직접적인 영향을 미칠 수도 있다. TCP 연결에서는 많은 장치에서 상대적으로 작은 TCP 창 크기와 결합된 높은 대기 시간 연결의 큰 대역폭 지연 제품으로 인해 대기 시간이 긴 연결의 처리량이 대기 시간에 따라 급격하게 감소한다. 이는 TCP 정체 창 크기를 늘리는 등의 다양한 기술이나 대기 시간이 긴 위성 링크에 일반적으로 사용되는 패킷 병합, TCP 가속 및 순방향 오류 수정과 같은 보다 과감한 솔루션을 통해 해결될 수 있다.
TCP 가속은 TCP 패킷을 UDP와 유사한 스트림으로 변환한다. 이로 인해 TCP 가속 소프트웨어는 링크의 대기 시간과 대역폭을 고려하여 링크의 신뢰성을 보장하는 자체 메커니즘을 제공해야 하며, 대기 시간이 높은 링크의 양쪽 끝은 사용된 방법을 지원해야 한다.
MAC(Media Access Control) 계층에서는 처리량 및 종단 간 지연과 같은 성능 문제도 해결된다.

## 같이 보기
- 비트레이트